# Großer Preis von São Paulo 2022
Der Große Preis von São Paulo 2022 (offiziell Formula 1 Heineken Grande Prêmio De São Paulo 2022) fand am 13. November auf dem Autódromo José Carlos Pace in São Paulo statt und war das 21. Rennen der Formel-1-Weltmeisterschaft 2022.

## Bericht

### Hintergründe
Seit dem Großen Preis von Japan stand Max Verstappen als Weltmeister fest, nach dem Großen Preis von Mexiko führte dieser in der Fahrerwertung mit 136 Punkten vor Sergio Pérez und mit 141 Punkten vor Charles Leclerc. In der Konstrukteurswertung stand Red Bull Racing seit dem Großen Preis der USA als Konstrukteursmeister fest, hier führte das Team nach dem Großen Preis von Mexiko mit 209 Punkten vor Ferrari und mit 249 Punkten vor Mercedes.
Im Rahmen des Grand Prix wurde der dritte und letzte Sprint des Jahres ausgetragen.
Mit Hamilton (einmal) trat der einzige ehemalige Sieger zu diesem Grand Prix an. Sebastian Vettel (dreimal), Hamilton (einmal) und Verstappen (einmal) konnten zusätzlich den Großen Preis von Brasilien gewinnen, der ebenfalls auf dem Autódromo José Carlos Pace ausgetragen wurde.
Als Rennkommissare für dieses Rennwochenende fungierten Tim Mayer (USA), Mathieu Remmerie (BEL), Derek Warwick (GBR) und Roberto Pupo Moreno (BRA).

### Erstes freies Training
Im ersten freien Training fuhr Pérez in 1:11,853 Minuten die Bestzeit vor Leclerc und Verstappen.

### Qualifying
Das Qualifying bestand aus drei Teilen mit einer Nettolaufzeit von 45 Minuten. Im ersten Qualifying-Segment (Q1) hatten die Fahrer 18 Minuten Zeit, um sich für das Rennen zu qualifizieren. Alle Fahrer, die im ersten Abschnitt eine Zeit erzielten, die maximal 107 Prozent der schnellsten Rundenzeit betrug, qualifizierten sich für den Grand Prix. Die besten 15 Fahrer erreichten den zweiten Abschnitt. Auf nasser Strecke war Lando Norris schnellster. Nicolas Latifi, die beiden Alfa-Romeo-Piloten, Yuki Tsunoda und Mick Schumacher schieden aus.
Der zweite Abschnitt (Q2) dauerte 15 Minuten. Die schnellsten zehn Piloten qualifizierten sich für den dritten Teil des Qualifyings. Auf nun abtrocknender Strecke war Verstappen schnellster vor Carlos Sainz jr., Alexander Albon, Pierre Gasly, Vettel, Daniel Ricciardo und Lance Stroll schieden aus.
Der finale Abschnitt (Q3) ging über eine Zeit von zwölf Minuten, in denen die ersten zehn Startpositionen vergeben wurden. Kurz vor Beginn des dritten Abschnitts begann es wieder zu regnen. Ferrari schickte Leclerc trotzdem auf Slicks auf die Strecke, alle anderen Piloten erhielten Intermediates. Leclerc startete wider erwarten nach seiner Out-Lap eine schnelle Runde und der hinter ihm positionierte Perez kam nicht an ihm vorbei. Leclerc brach seinen Versuch allerdings ab und ging an die Box um sich auch Regenreifen abzuholen. George Russell setzte seinen Mercedes währenddessen bei seiner zweiten schnellen Runde allerdings ins Kiesbett, was zu einer Unterbrechung und roter Flagge führte. Da die Strecke nun immer nasser wurde, waren keine Zeitverbesserungen mehr möglich. Leclerc blieb daher ohne Zeit. Kevin Magnussen holte sich sensationell im unterlegenen Haas die Pole-Position. Es war für ihn und auch für Haas die erste Pole überhaupt.

### Zweites freies Training
Das zweite freie Training entschied mit 1:14,604 Minuten Ocon für sich, gefolgt von Pérez und Russell.

### Sprint
Magnussen erwischte den besten Start der Spitzenreiter und hielt die Führung in den ersten beiden Runden. Verstappen und Russell lieferten sich zu Beginn des Rennens einen Kampf, wobei Verstappen Zweiter wurde. Er überholte Magnussen zu Beginn der dritten Runde und übernahm die Führung. Magnussen rutschte in der Reihenfolge nach unten und wurde Achter, die letzte punktezahlende Position.
Auch die Alpine-Fahrer Ocon und Fernando Alonso lieferten sich in der ersten Runde ein Duell. In Kurve 4 zwang Ocon Alonso in einer defensiven Bewegung weit, was zu einem Kontakt führte und Ocon seinen rechten Seitenkasten beschädigte. Als die beiden weiterhin dicht beieinander fuhren, versuchte Alonso, sich um die Außenseite von Kurve 14 herum zu bewegen. Er bewegte sich zu spät und fuhr in das Heck von Ocon, der seinen Vorderflügel beschädigte. Alonso kam zwei Runden später an die Box, fiel zurück ans Ende des Feldes und erhielt eine Fünf-Sekunden-Zeitstrafe für den zweiten Kontakt. Der Schaden bei Ocons Auto beeinträchtigte sein Rennen ernsthaft und er beendete somit das Rennen auf dem 17. Platz. Sein Auto fing im Parc-Ferme nach dem Rennen Feuer.
Stroll wurde auch für einen späten Defensivzug gegen Vettel bestraft, der ihn von der Strecke wegdrückte. Stroll wurde eine Zehn-Sekunden-Zeitstrafe zugesprochen.
Obwohl Verstappen einer von nur zwei Fahrern auf dem Medium-Reifen war, hatte er einen massiven Reifenabbau und vermutete einen Schaden an seinem Unterboden durch die Trümmer, welchen von der Alonso-Ocon-Kollision entstanden waren. Dies führte bei ihm zu einem Tempoabfall gegen Mitte des Sprints. Russell holte ihn in Runde 12 ein und überholte ihn in Runde 15. Drei Runden später überholte ihn auch Sainz jr. Dabei beschädigte er Verstappens Frontflügel. Verstappen wurde eine Runde später von Hamilton überholt und beendete den Sprint auf dem vierten Platz.

### Rennen

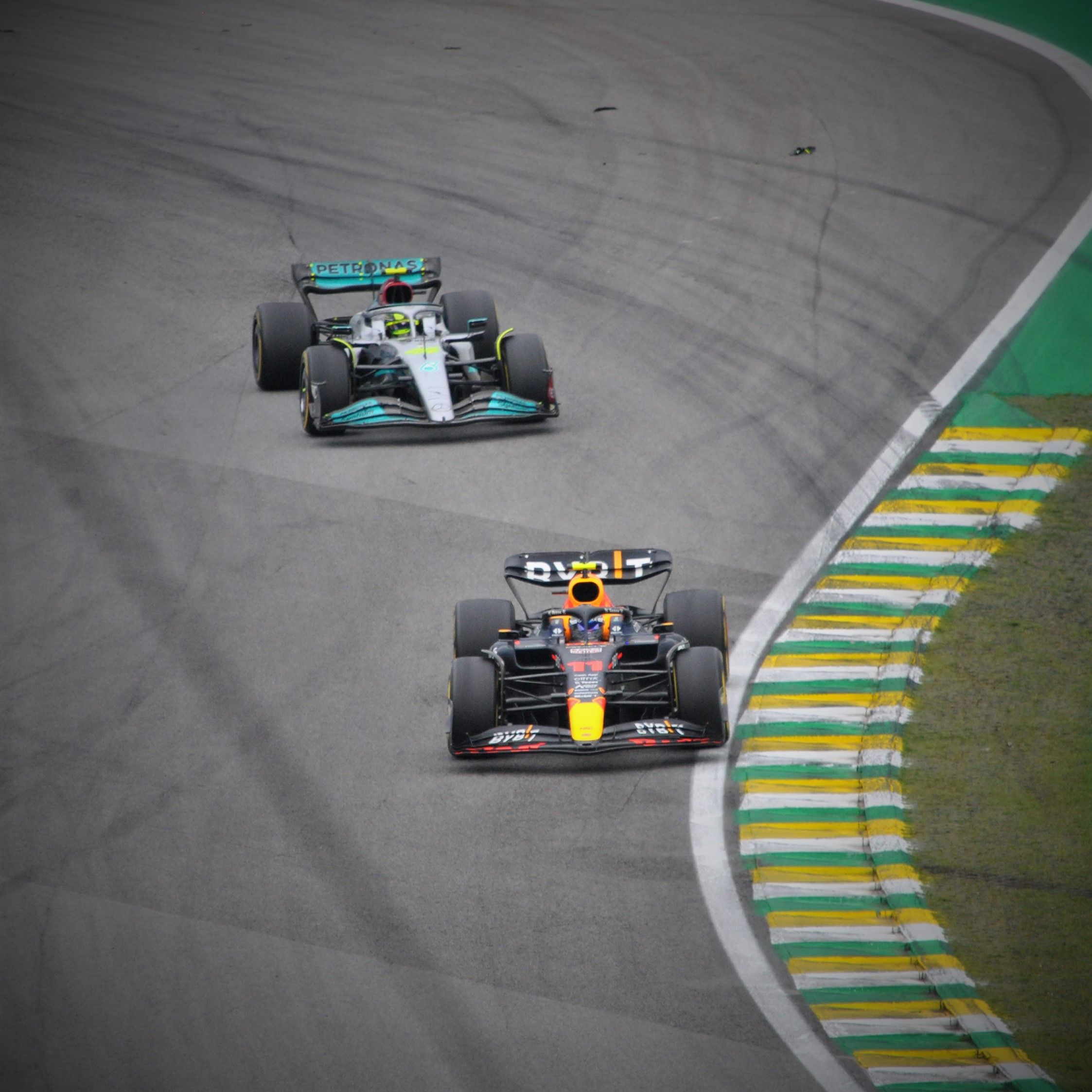
Sergio Pérez vor Lewis Hamilton

Die Spitzenreiter hatten alle einen ziemlich ausgeglichenen Start, wobei Norris der einzige Fahrer unter den ersten sieben war, der sich in der ersten Runde eine Position erkämpfte. In Kurve 7 traf Ricciardo das Heck von Magnussen, drehte diesen, der dann rückwärts rollte und einen zweiten Kontakt mit Ricciardos McLaren hatte. Das beendete für beide das Rennen und das Safety-Car kam zum Einsatz. Ricciardo wurde für das nächste Rennen, den Großen Preis von Abu Dhabi, mit einer Strafe von drei Plätzen in der Startaufstellung bestraft.
Nach der Wiederaufnahme des Rennens ereigneten sich kurz hintereinander zwei weitere Zwischenfälle. Die erste betraf Verstappen und Hamilton und die zweite Norris und Leclerc. Hamilton fiel auf den achten Platz zurück, sowohl Verstappen als auch Leclerc fuhren in die Box und holten sich einen neuen Frontflügel.
Russell holte nach dem Boxenstopps einen Rückstand von drei Sekunden auf Pérez auf, weitere sieben Sekunden auf Sainz jr. auf dem dritten und Hamilton auf dem vierten Platz. Sainz jr. wurde nach einem frühen ersten Stopp auf eine Drei-Stopp-Strategie umgestellt, weil sich ein Visierabriss in seinem hinteren rechten Bremskanal verfangen hatte. Dies ermöglichte es ihm Pérez einzuholen und zu überholen.
Norris schied in Runde 53 nach einem Getriebeschaden aus und schuf ein virtuelles Safety-Car und dann ein vollständiges Safety-Car, was Sainz jr. und Alonso, den beiden einzigen Fahrern mit einer Drei-Stopp-Strategie, die Chance gab, weniger Zeit bei ihren Boxenstopps zu verlieren, um frische Reifen aufzuziehen. Als das Rennen wieder aufgenommen wurde, kehrte Sainz jr. auf den dritten Platz zurück, konnte aber keinen der beiden Mercedes einholen, während Alonso vom neunten auf den fünften Platz vorrückte. Gegen Ende des Rennens widersetzte sich Verstappen der Anweisung, seinen Teamkollegen Pérez im Kampf um den zweiten Platz in der Fahrerwertung, vorbeizulassen.
Russell gewann seinen ersten Formel-1-Grand-Prix und mit Hamilton schafften sie den ersten Doppelsieg von Mercedes seit dem Großen Preis der Emilia-Romagna 2020. Es war auch das erste Mal seit Hamilton und Jenson Button beim Großen Preis von Kanada 2010, dass zwei britische Fahrer einen Grand Prix als Erster und Zweiter beendeten. Sainz jr. wurde Dritter und feierte sein neuntes Podium der Saison. Das Rennen war das erste im Jahr 2022, das von einem anderen Team als Red Bull Racing oder Ferrari gewonnen wurde. Der Sieg bedeutete, dass Mercedes eine elfjährige Serie von Rennsiegen fortsetzte, die längste aktive Serie in der Formel 1 und die drittlängste aller Zeiten. Die restlichen Punkteplatzierungen belegten Leclerc, Alonso, Verstappen, Pérez, Ocon, Bottas und Stroll.

## Meldeliste
| Team                                  | Nr. | Fahrer            | Chassis                           | Motor                             | Reifen |
| ------------------------------------- | --- | ----------------- | --------------------------------- | --------------------------------- | ------ |
| Oracle Red Bull Racing                | 01  | Max Verstappen    | Red Bull Racing RB18              | Red Bull RBPTH001                 | P      |
| Oracle Red Bull Racing                | 11  | Sergio Pérez      | Red Bull Racing RB18              | Red Bull RBPTH001                 | P      |
| Mercedes-AMG Petronas F1 Team         | 63  | George Russell    | Mercedes-AMG F1 W13 E Performance | Mercedes-AMG F1 M13 E Performance | P      |
| Mercedes-AMG Petronas F1 Team         | 19  | Nyck de Vries     | Mercedes-AMG F1 W13 E Performance | Mercedes-AMG F1 M13 E Performance | P      |
| Mercedes-AMG Petronas F1 Team         | 44  | Lewis Hamilton    | Mercedes-AMG F1 W13 E Performance | Mercedes-AMG F1 M13 E Performance | P      |
| Scuderia Ferrari                      | 16  | Charles Leclerc   | Ferrari F1-75                     | Ferrari 066/7                     | P      |
| Scuderia Ferrari                      | 55  | Carlos Sainz jr.  | Ferrari F1-75                     | Ferrari 066/7                     | P      |
| McLaren F1 Team                       | 03  | Daniel Ricciardo  | McLaren MCL36                     | Mercedes-AMG F1 M13 E Performance | P      |
| McLaren F1 Team                       | 04  | Lando Norris      | McLaren MCL36                     | Mercedes-AMG F1 M13 E Performance | P      |
| BWT Alpine F1 Team                    | 14  | Fernando Alonso   | Alpine A522                       | Renault E-Tech RE22               | P      |
| BWT Alpine F1 Team                    | 31  | Esteban Ocon      | Alpine A522                       | Renault E-Tech RE22               | P      |
| BWT Alpine F1 Team                    | 82  | Jack Doohan       | Alpine A522                       | Renault E-Tech RE22               | P      |
| Scuderia AlphaTauri                   | 10  | Pierre Gasly      | AlphaTauri AT03                   | Red Bull RBPTH001                 | P      |
| Scuderia AlphaTauri                   | 22  | Yuki Tsunoda      | AlphaTauri AT03                   | Red Bull RBPTH001                 | P      |
| Scuderia AlphaTauri                   | 40  | Liam Lawson       | AlphaTauri AT03                   | Red Bull RBPTH001                 | P      |
| Aston Martin Aramco Cognizant F1 Team | 18  | Lance Stroll      | Aston Martin AMR22                | Mercedes-AMG F1 M13 E Performance | P      |
| Aston Martin Aramco Cognizant F1 Team | 05  | Sebastian Vettel  | Aston Martin AMR22                | Mercedes-AMG F1 M13 E Performance | P      |
| Williams Racing                       | 23  | Alexander Albon   | Williams FW44                     | Mercedes-AMG F1 M13 E Performance | P      |
| Williams Racing                       | 45  | Logan Sargeant    | Williams FW44                     | Mercedes-AMG F1 M13 E Performance | P      |
| Williams Racing                       | 06  | Nicholas Latifi   | Williams FW44                     | Mercedes-AMG F1 M13 E Performance | P      |
| Alfa Romeo F1 Team ORLEN              | 77  | Valtteri Bottas   | Alfa Romeo C42                    | Ferrari 066/7                     | P      |
| Alfa Romeo F1 Team ORLEN              | 24  | Zhou Guanyu       | Alfa Romeo C42                    | Ferrari 066/7                     | P      |
| Haas F1 Team                          | 20  | Kevin Magnussen   | Haas VF-22                        | Ferrari 066/7                     | P      |
| Haas F1 Team                          | 51  | Pietro Fittipaldi | Haas VF-22                        | Ferrari 066/7                     | P      |
| Haas F1 Team                          | 47  | Mick Schumacher   | Haas VF-22                        | Ferrari 066/7                     | P      |

Anmerkungen
1. 1 2  Der Mercedes mit der Startnummer 19 wurde im ersten freien Training für de Vries eingesetzt. Russell übernahm das Fahrzeug anschließend für das restliche Rennwochenende mit seiner Startnummer 63.
2. 1 2  Der Alpine mit der Startnummer 82 wurde im ersten freien Training für Doohan eingesetzt. Ocon übernahm das Fahrzeug anschließend für das restliche Rennwochenende mit seiner Startnummer 31.
3. 1 2  Der AlphaTauri mit der Startnummer 40 wurde im ersten freien Training für Lawson eingesetzt. Tsunoda übernahm das Fahrzeug anschließend für das restliche Rennwochenende mit seiner Startnummer 22.
4. 1 2  Der Williams mit der Startnummer 45 wurde im ersten freien Training für Sargeant eingesetzt. Albon übernahm das Fahrzeug anschließend für das restliche Rennwochenende mit seiner Startnummer 23.
5. 1 2  Der Haas mit der Startnummer 51 wurde im ersten freien Training für Fittipaldi eingesetzt. Magnussen übernahm das Fahrzeug anschließend für das restliche Rennwochenende mit seiner Startnummer 20.

## Klassifikationen

### Qualifying
| Pos. | Fahrer           | Konstrukteur                 | Q1       | Q2       | Q3         | Start Sprint |
| ---- | ---------------- | ---------------------------- | -------- | -------- | ---------- | ------------ |
| 01   | Kevin Magnussen  | Haas-Ferrari                 | 1:13,954 | 1:11,410 | 1:11,674   | 01           |
| 02   | Max Verstappen   | Red Bull Racing-RBPT         | 1:13,625 | 1:10,881 | 1:11,775   | 02           |
| 03   | George Russell   | Mercedes                     | 1:14,427 | 1:11,318 | 1:12,059   | 03           |
| 04   | Lando Norris     | McLaren-Mercedes             | 1:13,106 | 1:11,377 | 1:12,263   | 04           |
| 05   | Carlos Sainz jr. | Ferrari                      | 1:14,680 | 1:10,890 | 1:12,357   | 05           |
| 06   | Esteban Ocon     | Alpine-Renault               | 1:14,663 | 1:11,587 | 1:12,425   | 06           |
| 07   | Fernando Alonso  | Alpine-Renault               | 1:13,542 | 1:11,394 | 1:12,504   | 07           |
| 08   | Lewis Hamilton   | Mercedes                     | 1:13,403 | 1:11,539 | 1:12,611   | 08           |
| 09   | Sergio Pérez     | Red Bull Racing-RBPT         | 1:13,613 | 1:11,456 | 1:15,601   | 09           |
| 10   | Charles Leclerc  | Ferrari                      | 1:14,486 | 1:10,950 | keine Zeit | 10           |
| 11   | Alexander Albon  | Williams-Mercedes            | 1:14,324 | 1:11,631 | –          | 11           |
| 12   | Pierre Gasly     | AlphaTauri-RBPT              | 1:14,371 | 1:11,675 | –          | 12           |
| 13   | Sebastian Vettel | Aston Martin Aramco-Mercedes | 1:13,597 | 1:11,678 | –          | 13           |
| 14   | Daniel Ricciardo | McLaren-Mercedes             | 1:14,931 | 1:12,140 | –          | 14           |
| 15   | Lance Stroll     | Aston Martin Aramco-Mercedes | 1:14,398 | 1:12,210 | –          | 15           |
| 16   | Nicholas Latifi  | Williams-Mercedes            | 1:15,095 | –        | –          | 16           |
| 17   | Zhou Guanyu      | Alfa Romeo-Ferrari           | 1:15,197 | –        | –          | 17           |
| 18   | Valtteri Bottas  | Alfa Romeo-Ferrari           | 1:15,486 | –        | –          | 18           |
| 19   | Yuki Tsunoda     | AlphaTauri-RBPT              | 1:16,264 | –        | –          | 19           |
| 20   | Mick Schumacher  | Haas-Ferrari                 | 1:16,361 | –        | –          | 20           |

### Sprint
| Pos. | Fahrer           | Konstrukteur                 | Runden | Zeit       | Sprintstart | Rennstart |
| ---- | ---------------- | ---------------------------- | ------ | ---------- | ----------- | --------- |
| 01   | George Russell   | Mercedes                     | 24     | 30:11,307  | 03          | 01        |
| 02   | Carlos Sainz jr. | Ferrari                      | 24     | + 3,995    | 05          | 02        |
| 03   | Lewis Hamilton   | Mercedes                     | 24     | + 4,492    | 08          | 03        |
| 04   | Max Verstappen   | Red Bull Racing-RBPT         | 24     | + 10,494   | 02          | 04        |
| 05   | Sergio Pérez     | Red Bull Racing-RBPT         | 24     | + 11,855   | 09          | 05        |
| 06   | Charles Leclerc  | Ferrari                      | 24     | + 13,133   | 10          | 06        |
| 07   | Lando Norris     | McLaren-Mercedes             | 24     | + 25,624   | 04          | 07        |
| 08   | Kevin Magnussen  | Haas-Ferrari                 | 24     | + 28,768   | 01          | 08        |
| 09   | Sebastian Vettel | Aston Martin Aramco-Mercedes | 24     | + 30,218   | 13          | 09        |
| 10   | Pierre Gasly     | AlphaTauri-RBPT              | 24     | + 34,170   | 12          | 10        |
| 11   | Daniel Ricciardo | McLaren-Mercedes             | 24     | + 39,395   | 14          | 11        |
| 12   | Mick Schumacher  | Haas-Ferrari                 | 24     | + 41,159   | 20          | 12        |
| 13   | Zhou Guanyu      | Alfa Romeo-Ferrari           | 24     | + 41,763   | 17          | 13        |
| 14   | Valtteri Bottas  | Alfa Romeo-Ferrari           | 24     | + 42,338   | 18          | 14        |
| 15   | Yuki Tsunoda     | AlphaTauri-RBPT              | 24     | + 50,306   | 19          | 15        |
| 16   | Lance Stroll     | Aston Martin Aramco-Mercedes | 24     | + 50,700   | 15          | 16        |
| 17   | Esteban Ocon     | Alpine-Renault               | 24     | + 51,756   | 06          | 17        |
| 18   | Fernando Alonso  | Alpine-Renault               | 24     | + 53,985   | 07          | 18        |
| 19   | Nicholas Latifi  | Williams-Mercedes            | 24     | + 1:16,850 | 16          | 19        |
| –    | Alexander Albon  | Williams-Mercedes            | 12     | DNF        | 11          | 20        |

### Rennen
| Pos. | Fahrer           | Konstrukteur                 | Runden | Stopps | Zeit        | Start | Schnellste Runde |
| ---- | ---------------- | ---------------------------- | ------ | ------ | ----------- | ----- | ---------------- |
| 01   | George Russell   | Mercedes                     | 71     | 2      | 1:38:34,044 | 01    | 1:13,785 (61.)   |
| 02   | Lewis Hamilton   | Mercedes                     | 71     | 2      | + 1,529     | 03    | 1:13,942 (63.)   |
| 03   | Carlos Sainz jr. | Ferrari                      | 71     | 3      | + 4,051     | 02    | 1:13,953 (65.)   |
| 04   | Charles Leclerc  | Ferrari                      | 71     | 3      | + 8,441     | 06    | 1:14,253 (63.)   |
| 05   | Fernando Alonso  | Alpine-Renault               | 71     | 3      | + 9,561     | 18    | 1:14,164 (62.)   |
| 06   | Max Verstappen   | Red Bull Racing-RBPT         | 71     | 3      | + 10,056    | 04    | 1:14,195 (64.)   |
| 07   | Sergio Pérez     | Red Bull Racing-RBPT         | 71     | 2      | + 14,080    | 05    | 1:14,283 (62.)   |
| 08   | Esteban Ocon     | Alpine-Renault               | 71     | 2      | + 18,690    | 17    | 1:15,093 (65.)   |
| 09   | Valtteri Bottas  | Alfa Romeo-Ferrari           | 71     | 2      | + 22,522    | 14    | 1:15,511 (62.)   |
| 10   | Lance Stroll     | Aston Martin Aramco-Mercedes | 71     | 2      | + 23,552    | 16    | 1:14,831 (50.)   |
| 11   | Sebastian Vettel | Aston Martin Aramco-Mercedes | 71     | 2      | + 26,183    | 09    | 1:15,549 (64.)   |
| 12   | Zhou Guanyu      | Alfa Romeo-Ferrari           | 71     | 2      | + 29,325    | 13    | 1:15,802 (64.)   |
| 13   | Mick Schumacher  | Haas-Ferrari                 | 71     | 2      | + 29,899    | 12    | 1:15,251 (63.)   |
| 14   | Pierre Gasly     | AlphaTauri-RBPT              | 71     | 3      | + 31,867    | 10    | 1:15,327 (64.)   |
| 15   | Alexander Albon  | Williams-Mercedes            | 71     | 3      | + 36,016    | 20    | 1:15,613 (49.)   |
| 16   | Nicholas Latifi  | Williams-Mercedes            | 71     | 3      | + 31,038    | 19    | 1:15,327 (59.)   |
| 17   | Yuki Tsunoda     | AlphaTauri-RBPT              | 70     | 3      | + 1 Runde   | 15    | 1:15,508 (63.)   |
| –    | Lando Norris     | McLaren-Mercedes             | 50     | 2      | DNF         | 07    | 1:15,855 (48.)   |
| –    | Kevin Magnussen  | Haas-Ferrari                 | 0      | 0      | DNF         | 08    | –                |
| –    | Daniel Ricciardo | McLaren-Mercedes             | 0      | 0      | DNF         | 11    | –                |

Anmerkungen
1. ↑  Gasly erhielt eine Strafe von fünf Sekunden für zu schnelles Fahren in der Boxengasse.

## WM-Stände nach dem Rennen
Die ersten acht des Sprints bekamen 8, 7, 6, 5, 4, 3, 2 bzw. 1 Punkt(e). Die ersten zehn des Rennens bekamen 25, 18, 15, 12, 10, 8, 6, 4, 2 bzw. 1 Punkt(e). Zusätzlich gab es einen Punkt für die schnellste Rennrunde, da der Fahrer unter den ersten Zehn landete.

### Fahrerwertung
| Pos. | Fahrer           | Konstrukteur                 | Punkte |
| ---- | ---------------- | ---------------------------- | ------ |
| 01   | Max Verstappen   | Red Bull Racing-RBPT         | 429    |
| 02   | Sergio Pérez     | Red Bull Racing-RBPT         | 290    |
| 03   | Charles Leclerc  | Ferrari                      | 290    |
| 04   | George Russell   | Mercedes                     | 265    |
| 05   | Lewis Hamilton   | Mercedes                     | 240    |
| 06   | Carlos Sainz jr. | Ferrari                      | 234    |
| 07   | Lando Norris     | McLaren-Mercedes             | 113    |
| 08   | Esteban Ocon     | Alpine-Renault               | 86     |
| 09   | Fernando Alonso  | Alpine-Renault               | 81     |
| 10   | Valtteri Bottas  | Alfa Romeo-Ferrari           | 49     |
| 11   | Sebastian Vettel | Aston Martin Aramco-Mercedes | 36     |

| Pos. | Fahrer           | Konstrukteur                 | Punkte |
| ---- | ---------------- | ---------------------------- | ------ |
| 12   | Daniel Ricciardo | McLaren-Mercedes             | 35     |
| 13   | Kevin Magnussen  | Haas-Ferrari                 | 25     |
| 14   | Pierre Gasly     | AlphaTauri-RBPT              | 23     |
| 15   | Lance Stroll     | Aston Martin Aramco-Mercedes | 14     |
| 16   | Mick Schumacher  | Haas-Ferrari                 | 12     |
| 17   | Yuki Tsunoda     | AlphaTauri-RBPT              | 12     |
| 18   | Zhou Guanyu      | Alfa Romeo-Ferrari           | 6      |
| 19   | Alexander Albon  | Williams-Mercedes            | 4      |
| 20   | Nicholas Latifi  | Williams-Mercedes            | 2      |
| 21   | Nyck de Vries    | Williams-Mercedes            | 2      |
| 22   | Nico Hülkenberg  | Aston Martin Aramco-Mercedes | 0      |

### Konstrukteurswertung
| Pos. | Konstrukteur         | Punkte |
| ---- | -------------------- | ------ |
| 01   | Red Bull Racing-RBPT | 719    |
| 02   | Ferrari              | 524    |
| 03   | Mercedes             | 505    |
| 04   | Alpine-Renault       | 167    |
| 05   | McLaren-Mercedes     | 148    |

| Pos. | Konstrukteur                 | Punkte |
| ---- | ---------------------------- | ------ |
| 06   | Alfa Romeo-Ferrari           | 55     |
| 07   | Aston Martin Aramco-Mercedes | 50     |
| 08   | Haas-Ferrari                 | 37     |
| 09   | AlphaTauri-RBPT              | 35     |
| 10   | Williams-Mercedes            | 8      |